# Rivula furcifera
Rivula furcifera là một loài bướm đêm trong họ Erebidae.